# سبيل وكتاب خسرو باشا
يقع سبيل وكُتاب خسرو باشا في شارع المعز لدين الله أمام مجموعة السلطان قلاوون، ويعتبر أقدم الأسبلة العثمانية الباقية بمدينة القاهرة. بني في عهد خسرو باشا الدلاتيورغم إنشاء هذا السبيل في العصر العثماني إلا إنه يُعد امتداداً للنموذج المحلي المصري في تخطيط الأسبلة، وهو مستقل وغير ملحق بأبنية أخرى.

## الوصف
يتكون السبيل من حجرة مستطيلة بها شباكا تسبيل يطل الشباك الأول على شارع المعز في الجهة الجنوبية الغربية، ويطل الشباك الآخر على الجهة الشمالية الشرقية حيث الإيوان الشمالي الغربي للمدرسة الصالحية، ويدخل للسبيل من ممر خلف المدرسة الصالحية، وحجرة التسبيل مفروشة من الداخل برخام ملون على هيئة مستطيلات ومربعات ودوائر ومعينات ومثلثات. ويقابل الشباكين من الداخل دخلات رأسية ثلاث في كل جهة كانت الدخلة الوسطى من كل منهما تحوي الشاذروان أو اللوح الرخامي الذي ينساب عليه الماء. ويوصل للكُتاب فوق السبيل عن طريق سلم حديدي حديث، وحجرة الكُتاب تأخذ نفس تخطيط حجرة السبيل، وتطل واجهتا الكُتاب على الخارج بعقدين متجاورين يرتكزان على دعامة في الوسط.

## معرض صور

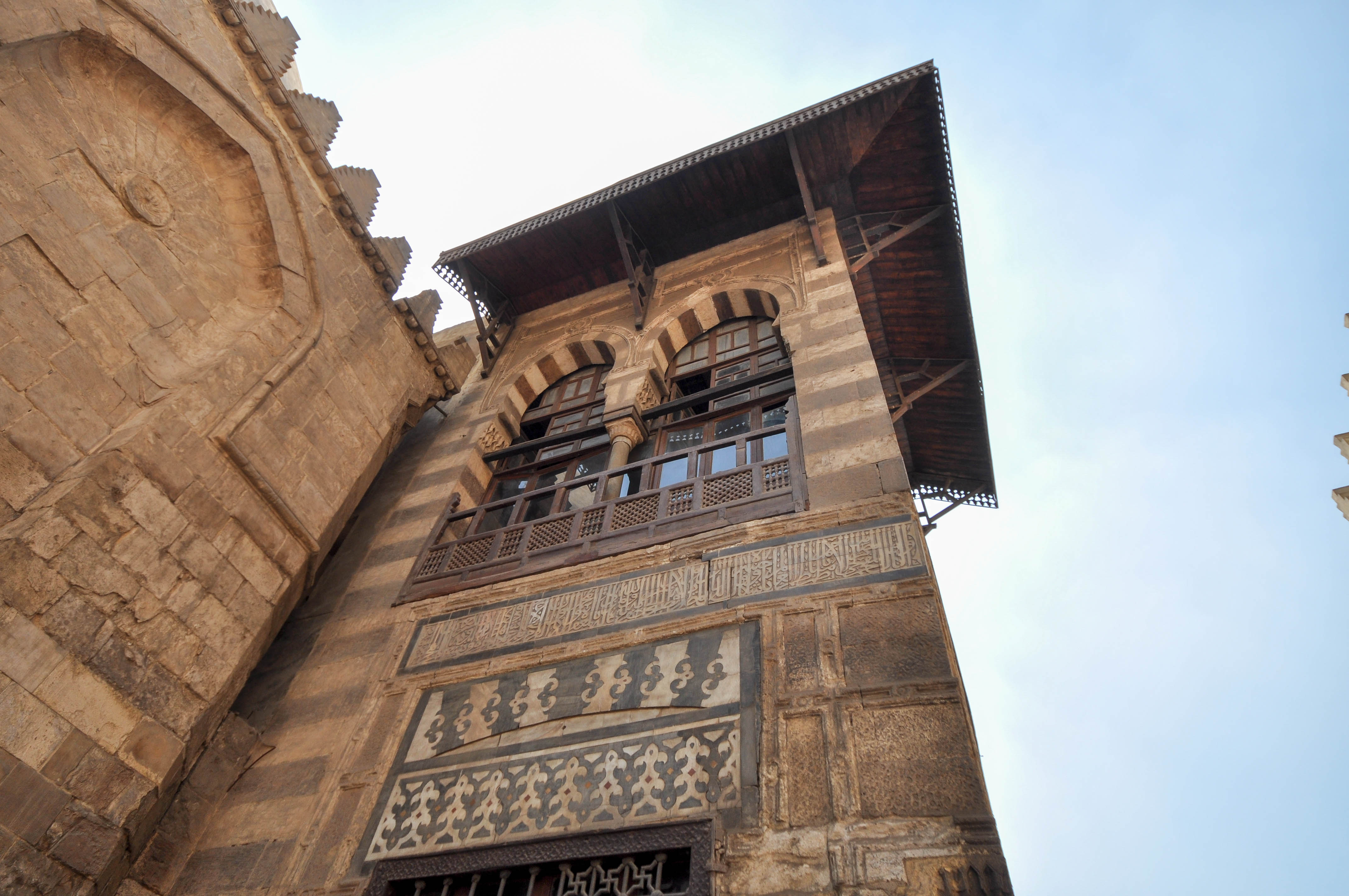
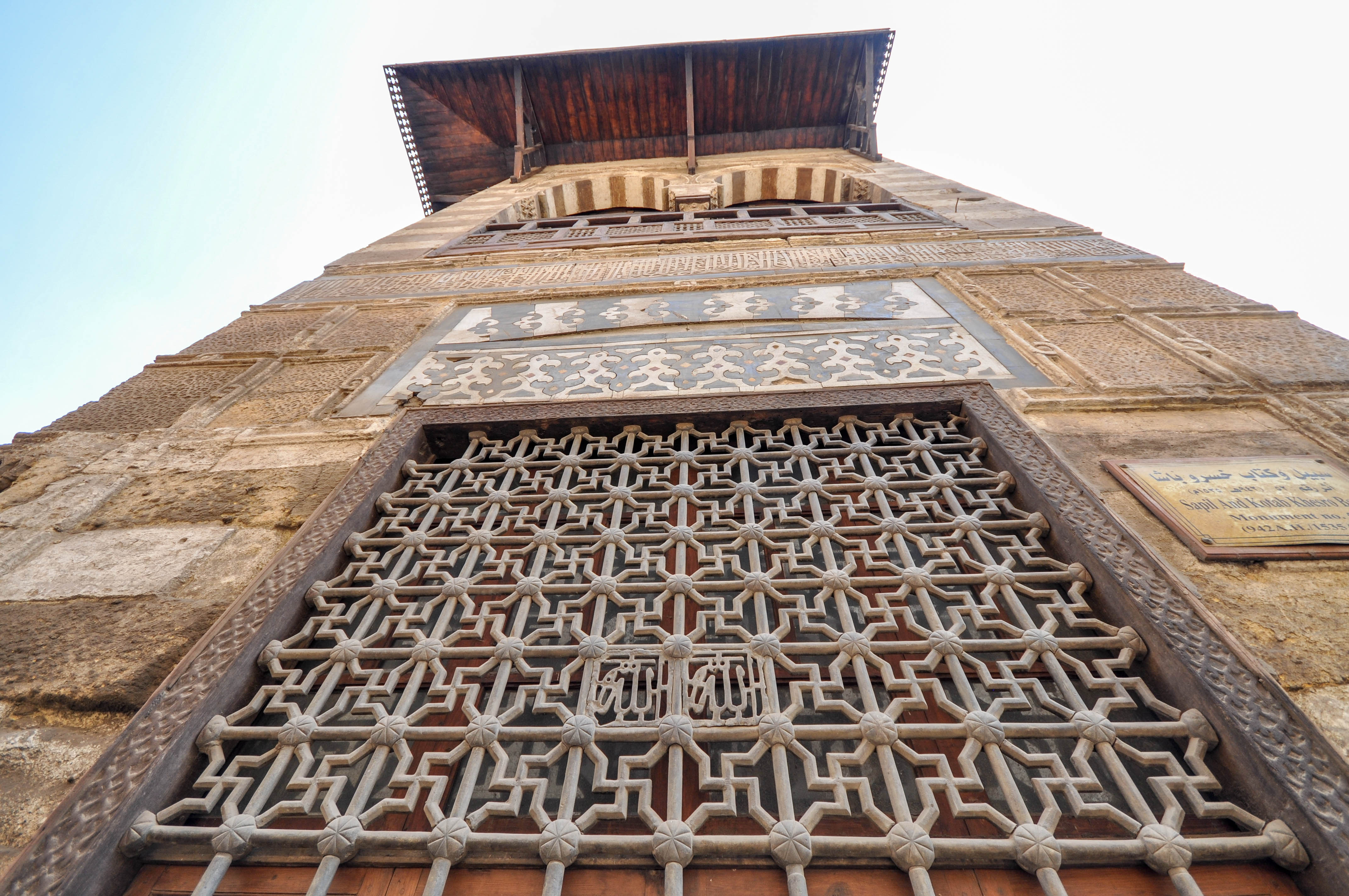
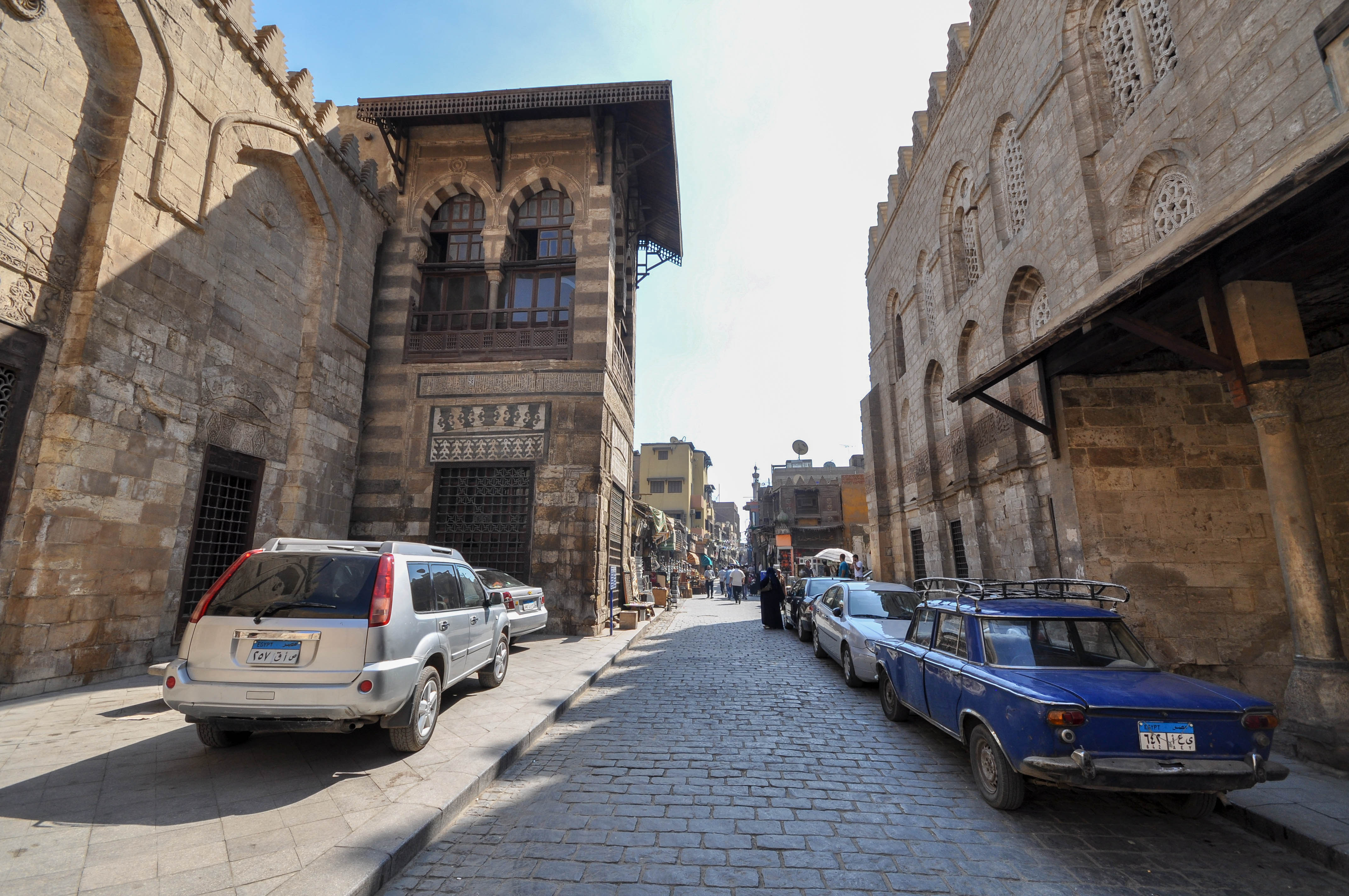
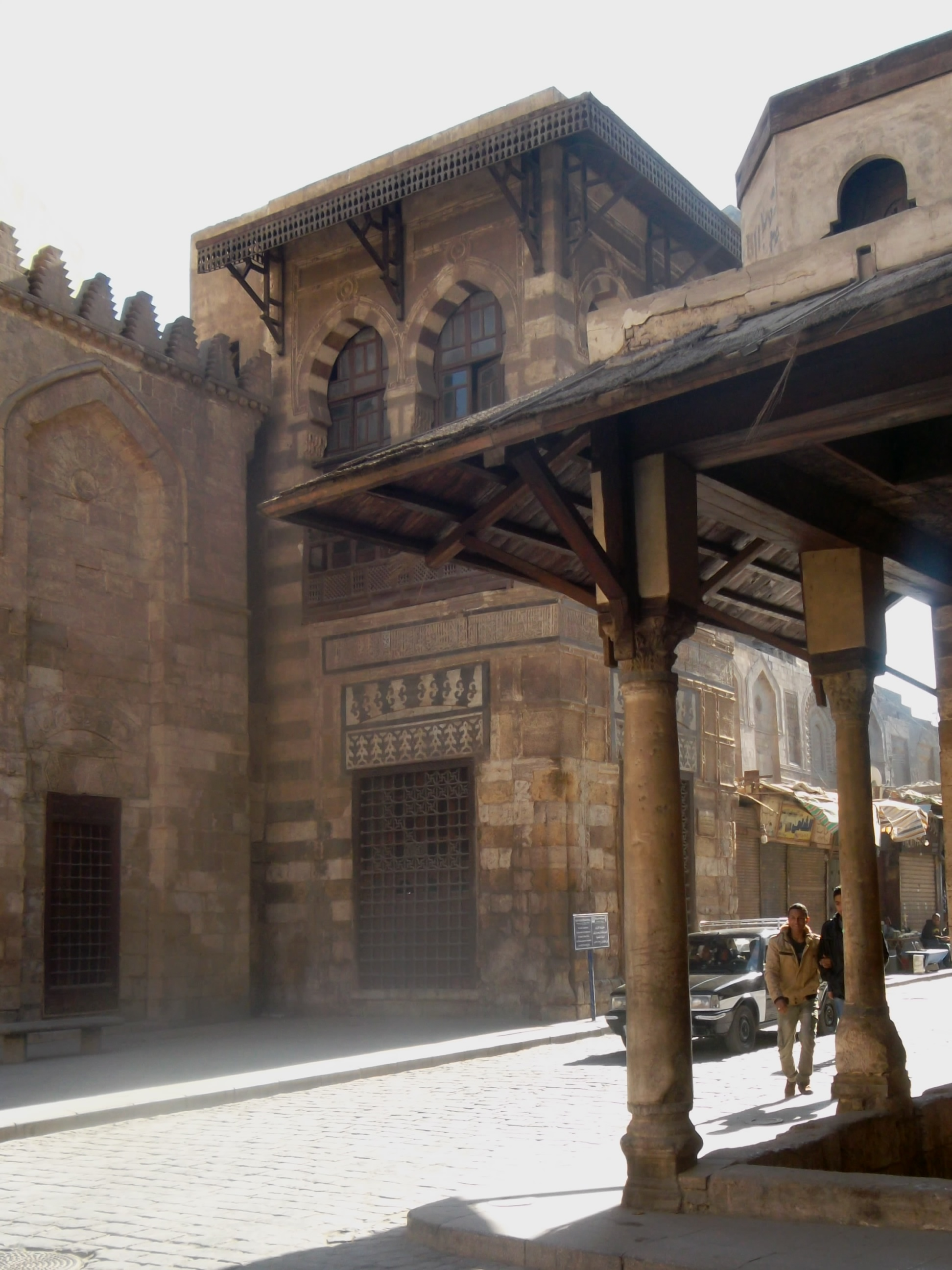
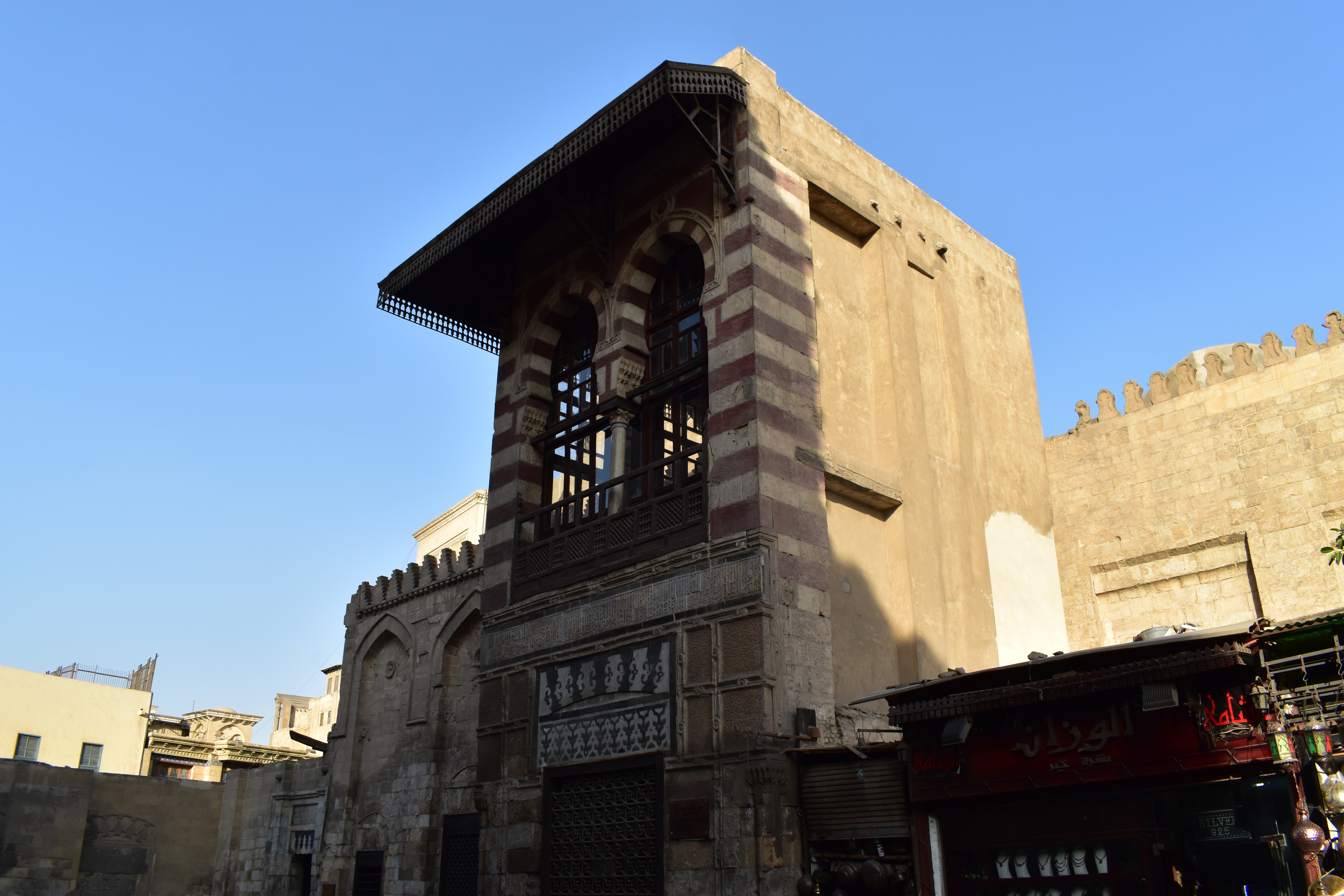